# Storie di vita e malavita
Storie di vita e malavita è un film italiano del 1975, diretto da Carlo Lizzani.
È noto anche con il titolo Racket della prostituzione minorile.

## Trama
Milano. Alle vicende di alcune ragazze, finite o inseritesi nel giro della prostituzione, si affiancano quelle dei loro clienti e di alcuni giovani malavitosi lombardi intenzionati a sfruttarle. Le vicende sono sei. All'inizio una donna fa prostituire la nipote minorenne in cambio di un passaggio in auto. C'è poi la storia di una giovane sarda, Rosina, introdotta nel giro con l'illusione di un impiego onesto e ben remunerato. Una vergine viene conservata tale dagli impeccabili sfruttatori per far salire il prezzo. Daniela, una ragazzina appassionata di musica classica si vende per protesta contro la ricca famiglia. Antonietta, una quattordicenne incinta, è malvista dagli sfruttatori. Due ragazze si raccontano le proprie esperienze e, tra un cliente e l'altro, si amano tra loro, fino al suicidio della più giovane, Laura. Infine la donna dell'inizio con la nipote, aggredite in casa dagli sfruttatori, ne massacrano uno a colpi di bastone per poi occultarne il corpo e lasciare Milano con la solita tattica dell'autostop.

## Produzione
Diretto da Carlo Lizzani e sceneggiato con Mino Giarda, venne realizzato con attori perlopiù completamente sconosciuti. A differenza di San Babila ore 20: un delitto inutile, in cui si è sceneggiato un singolo episodio di cronaca, per questo film si rese necessaria la ricerca sull'intero fenomeno della prostituzione minorile. Partendo da un reportage di Marisa Rusconi, la ricerca durò alcuni mesi ed ebbe modo di documentare storie realmente accadute e talmente drammatiche da avere difficoltà a tradurle in maniera sopportabile al pubblico per la visione del film, reso possibile solo per il grande talento e la sensibilità di Carlo Lizzani.
Nel film appare anche una giovane Ilona Staller, non ancora Cicciolina, nel ruolo di una disinibita modella nel penultimo episodio. Il film farà da apertura al genere verista che Lizzani proseguirà l'anno dopo con San Babila ore 20: un delitto inutile. Entrambi i film hanno le musiche composte da Ennio Morricone.
All'insaputa del regista ma con il consenso della produzione, il direttore della fotografia Lamberto Caimi diresse sugli stessi set alcune sequenze hardcore interpretate da controfigure da destinare al mercato straniero. Queste sequenze sono state mostrate in Italia per la prima volta i primi anni 2000 nel dvd della Raro Video che le propone a parte come extra. Sono tutte doppiate in inglese e di scarsa qualità.

## Distribuzione
Negli Stati Uniti dal 27 marzo 2018 è stato distribuito in DVD e Blu-Ray dalla Rarovideo Cinema Art Visions, con il titolo The Teenage Prostitution Racket solo in lingua inglese e sottotitolato in italiano.